# Thysanotus dichotomus
Thysanotus dichotomus är en sparrisväxtart som först beskrevs av Jacques-Julien Houtou de La Billardière, och fick sitt nu gällande namn av Robert Brown. Thysanotus dichotomus ingår i släktet Thysanotus och familjen sparrisväxter. Inga underarter finns listade i Catalogue of Life.